# Squeeze
Squeeze este al cincilea și ultimul album de studio lansat sub numele de The Velvet Underground. A fost scris și înregistrat de cântărețul și chitaristul Doug Yule într-un studio din Londra după plecarea din trupă a lui Lou Reed și Sterling Morrison. Baterista Maureen Tucker, deși încă membră a formației la acea vreme, nu a participat la înregistrarea albumului. 

## Tracklist
1. "Little Jack" (3:25)
2. "Crash" (1:21)
3. "Caroline" (2:34)
4. "Mean Old Man" (2:52)
5. "Dopey Joe" (3:26)
6. "Wordless" (3:00)
7. "She'll Make You Cry" (2:43)
8. "Friends" (2:37)
9. "Send No Letter" (3:11)
10. "Jack & Jane" (2:53)
11. "Louise" (5:43)

- Toate cântecele au fost scrise de Doug Yule.

## Componență
- Doug Yule - solist vocal, chitară, clape, chitară bas, producător

cu
- "Malcolm" - saxofon
- Ian Paice - tobe